# Joanikije Lipovac
Joanikije Lipovac (en serbio: Јоаникије Липовац; Stoliv, Bocas de Kotor, 16 de febrero de 1890 - Bukovik,  Aranđelovac, 18 de junio de 1945) fue el Obispo metropolitano de Montenegro y el Litoral. Fue ejecutado por los partisanos yugoslavos dirigidos por los comunistas por su presunto colaboración con las fuerzas de ocupación de la Italia fascista y la Alemania nazi durante la Segunda Guerra Mundial. Fue canonizado a título póstumo por la Iglesia Ortodoxa Serbia.